# Tanytarsus curticornis
Tanytarsus curticornis är en tvåvingeart som beskrevs av Jean-Jacques Kieffer 1911. Tanytarsus curticornis ingår i släktet Tanytarsus och familjen fjädermyggor.
Artens utbredningsområde är Alberta. Inga underarter finns listade i Catalogue of Life.